# Rasmus Tiller
Rasmus Fossum Tiller (Trondheim, 20 juli 1996) is een Noors wielrenner die sinds 2021 rijdt voor Uno-X Pro Cycling Team.

## Carrière
In maart 2017 werd Tiller, achter Jacob Hennessy en Ian Garrison, derde in Gent-Wevelgem/Kattekoers-Ieper. Drie maanden later werd hij nationaal kampioen op de weg voor eliterenners, nadat hij een week eerder bij de beloften al derde was geworden.

## Overwinningen
2017
 Noors kampioen op de weg, Elite
2018
Proloog Grote Prijs Priessnitz spa
2021
Dwars door het Hageland
2022
 Noors kampioen op de weg, Elite
2023
Dwars door het Hageland
7e etappe Ronde van Groot-Brittannië

## Resultaten in voornaamste wedstrijden
| Jaar | Ronde van Italië | Ronde van Frankrijk | Ronde van Spanje |
| ---- | ---------------- | ------------------- | ---------------- |
| 2019 |                  |                     | 130e             |
| 2020 |                  |                     |                  |
| 2021 |                  |                     |                  |
| 2022 |                  |                     |                  |
| 2023 |                  | 108e                |                  |
| 2024 |                  | 105e                |                  |
| 2025 |                  |                     |                  |

| Jaar | Gent-Wevelgem | Ronde van Vlaanderen | Parijs-Roubaix | Le Samyn | Dwars door het Hageland |  | WK op de weg |
| ---- | ------------- | -------------------- | -------------- | -------- | ----------------------- |  | ------------ |
| 2019 |               |                      | buit.tijd      |          |                         |  |              |
| 2020 | 43e           | 86e                  |                | opgave   |                         |  |              |
| 2021 |               |                      |                | ↑        | Goud                    |  | 51e          |
| 2022 | 30e           | 88e                  | opgave         | 9e       | 10e                     |  | 16e          |
| 2023 | 15e           | 87e                  | 46e            |          | ↑                       |  | 17e          |
| 2024 | 23e           | 24e                  | 28e            | 4e       | 4e                      |  |              |
| 2025 | 54e           | 25e                  | 93e            |          |                         |  |              |

## Ploegen
- 2016 –  Team Ringeriks-Kraft (stagiair vanaf 27-7)
- 2017 –  Joker Icopal
- 2018 –  Joker Icopal
- 2019 –  Team Dimension Data
- 2020 –  NTT Pro Cycling
- 2021 –  Uno-X Pro Cycling Team
- 2022 –  Uno-X Pro Cycling Team
- 2023 –  Uno-X Pro Cycling Team
- 2024 –  Uno-X Pro Cycling Team
- 2025 –  Uno-X Mobility

Aasheim · Dahl · Evensen · Forfang · Hagen · Hoelgaard · Hoem · Knotten · Røinås · Skjerping · Tiller · Vangstad
Bak · Boasson Hagen · Cavendish · Cummings · Davies · de Bod · Dlamini · Eisel · Gasparotto · Gebreigzabhier · Gibbons · J. Janse van Rensburg · R. Janse van Rensburg · King · Kreuziger · Mäder · Meintjes · Nizzolo · O'Connor · Renshaw · Slagter · Thomson · Tiller · Valgren · Venter · Vermote · Wyss
Barbero · Battistella · Boasson Hagen · Campenaerts · Carbel · De Bod · Dlamini · Dyball · Gasparotto · Gebreigzabhier · Gibbons · Gogl · Iribe · Janse van Rensburg · King · Kreuziger · Mäder · Meintjes · Nizzolo  · O'Connor · Pozzovivo · Sobrero · Stokbro · Sunderland · Thomson · Tiller · Valgren · Walscheid · Wyss
Abrahamsen · Andersen · Blikra · Charmig · Dversnes · Eg · Gregaard · Gudmestad · Halvorsen · Hansen · Hindsgaul · Holter · Hulgaard · A. Johannessen · T. Johannessen · K. Kulset · S. Kulset · Larsen · Levy · Resell · Saugstad · A. Skaarseth · I. Skaarseth · Sleen · Tiller · Træen · Urianstad · Wærenskjold · Wærsted
Abrahamsen · Andersen · Bendixen · Blikra  · Blume Levy · Charmig · Dversnes · Eg · Fredheim · Gregaard · Gudmestad · Halvorsen · Hindsgaul · Holter · A. Johannessen · T. Johannessen · Kristoff · M. Kulset · S. Kulset · Larsen · Norman Leth · Resell · Sander Hansen · Skaarseth · Tiller · Træen · Urianstad · Wærenskjold
Abrahamsen · Andersen · Bendixen · Bévort · Blikra  · Blume Levy · Cort · Dversnes · Eiking (vanaf 8/2) · Fredheim · Gudmestad · Hoelgaard · Holter · Hvideberg · A. Johannessen · T. Johannessen · Kristoff · J. Kulset · M. Kulset · S. Kulset · Larsen · Leknessund · Løland · Resell · Sander Hansen · Skaarseth · Tiller · Urianstad · Wallin · Wærenskjold